# Corrado III di Borgogna
Corrado III di Borgogna o di Provenza o Corrado I di Arles detto il Pacifico (925 – Vienne, 19 ottobre 993) fu Re di Arles o delle due Borgogne, dal 937 alla sua morte.

## Origini

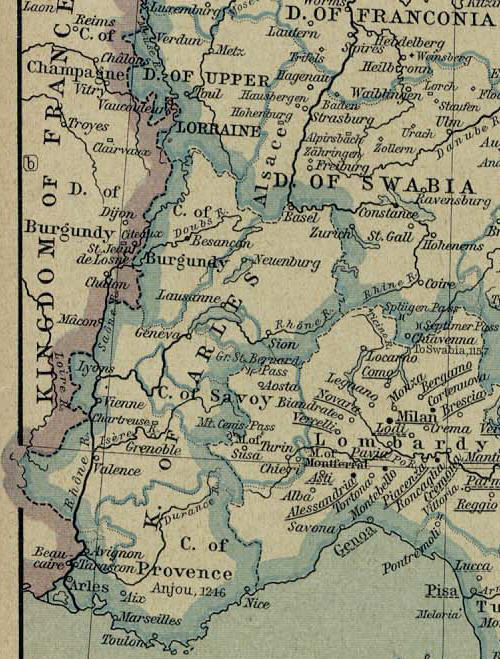
Regno di Arles

Figlio del Re di Borgogna Transgiurana e poi primo Re di Arles o delle due Borgogne, Rodolfo II (come ci conferma il Herimanni Augiensis Chronicon e della moglie, Berta di Svevia (ca. 907-dopo l'8 aprile 962), detta la Filandina, unica figlia femmina, secondo il cronista Liutprando, del duca di Svevia, Burcardo II, e di sua moglie Regelinda, figlia del conte di Zurigo, Eberardo II.
Rodolfo II era figlio del conte e poi re di Borgogna Transgiurana, Rodolfo I (come ci conferma l'Herimanni Augiensis Chronicon e della moglie, Willa di Provenza (873-929, figlia del re di Provenza Bosone (che fosse la figlia di Bosone è confermato da due documenti dei Recueil des chartes de l'abbaye de Cluny, tomus I, n* 633 e 631 entrambi del 943, in cui il re di Arles, Corrado I, cita il nipote di Willa, Carlo Costantino, definendolo parente) e della sua prima moglie di cui non si conoscono né generalità né ascendenti (l'esistenza di questa moglie è confermata dagli Annales Fuldenses, che affermano che il conte di Provenza, Bosone, avvelenò la (prima) moglie e non (come erroneamente da alcuni viene sostenuto) di Ermengarda d'Italia, figlia dell'imperatore Luigi il Giovane e di Engelberga d'Alsazia.

## Biografia

L'impero carolingio nel 947. In arancione il Regno di Arles

Alla morte del padre, Rodolfo II, secondo il cronista Flodoardo verso la fine del 937 Corrado III, ancora minorenne, gli succedette nel titolo di re di Arles o delle due Borgogne (Borgogna Transgiurana e Borgogna Cisgiurana unificate.
Secondo lo storico francese Paul Fournier il regno di Arles era uno stato nato per volontà politica. Le varie popolazioni che si trovavano sul territorio non erano unite da nessun saldo legame, la struttura del regno era così artificiale che ci volle del tempo, affinché il regno stesso fosse accetto, anche nella sua denominazione. Alla monarchia non mancava solo il titolo ma anche il potere reale; il potere era nelle mani delle signorie ecclesiastiche di Besançon, Lione e Vienne, poi, nelle contee di Vienne, Moriana e Provenza ed infine, verso la fine del secolo anche nella contea di Borgogna (Franca Contea), e nel marchesato di Provenza. Anche per la capitale non vi fu una residenza fissa: Arles era trascurata e i re preferirono risiedere a Vienne, mentre quando si recavano in Borgogna risiedevano a volte a Basilea, ma preferivano i monasteri e le abbazie come San Maurizio d'Agauno.
Corrado entrò nel reale pieno possesso della Cisgiurana (Provenza) solo dopo la morte di Ugo di Provenza, nel 947, con l'aiuto e la protezione del re di Germania, Ottone il Grande.
Infatti quando, nel 937, il re d'Italia, Ugo di Provenza, secondo Liutprando, si recò a Ginevra per sposare, il 12 dicembre la madre di Corrado, Berta mentre la sorella di Corrado, Adelaide, (931-999), veniva promessa in sposa al figlio di Ugo, Lotario, Ottone il Grande, appena salito al trono di Germania, partì per la Borgogna, sequestrò Corrado, impadronendosi del regno di Borgogna e lo tenne, per quattro anni, sempre con sé e quando, nel 942, lo lasciò libero era sicuro che poteva fidarsi completamente di Corrado. Da allora il re di Borgogna si comportò come un vassallo del re di Germania, Ottone, accompagnandolo in tutte le occasioni importanti e nelle campagne militari.
Nel 951 il legame si fece ancora più stretto per il matrimonio di Ottone il Grande con la sorella di Corrado, Adelaide, vedova di Lotario II d'Italia, come ci confermano l'Annalista Saxo, ed il cronista, Flodoardo.
Ottone, da quel momento, considerò il regno di Borgogna, come appendice dei suoi domini.
Corrado si sposò, dopo il 950, in prime nozze, con Adelaide di Bellay (ca. 940-963/4, che viene citata nel documento n° 1152 dei Recueil des Chartes de l'Abbaye de Cluny, tome II, di una donazione del marito, Corrado II.
Nel 964, rimasto vedovo, sposò, in seconde nozze, come viene ricordato dalla Chronica Albrici Monachi Trium Fontium, Matilde di Francia (943-980), figlia del re Luigi IV di Francia, detto d'Oltremare e, secondo il continuatore del cronista Flodoardo, di Gerberga di Sassonia(913-984), figlia del re di Germania, Enrico I l'Uccellatore. Matilde era quindi la nipote di Ottone il Grande che, nel 962, era stato incoronato imperatore. Quindi Corrado oltre che essere cognato di Ottone ora ne era anche il nipote.
Nel 972, al fine di rafforzare la sua posizione nel Regno d'Italia, Ottone il Grande affidò a Corrado la contea di Aosta e il cosiddetto Delfinato italiano. Queste regioni comprendono alcuni importanti passi alpini, che avrebbero permesso all'imperatore Ottone di avere libero accesso alla penisola italiana.
Il suo regno coincise con un periodo di pace e prosperità, da cui il soprannome di Pacifico. Dovette subire un'invasione da parte di Ungheresi e Saraceni, che nello stesso tempo entrarono nel suo regno e si scontrarono tra loro. Corrado si scagliò sui contendenti, facendone strage. Fu l'unica guerra che, durante il suo lungo regno, dovette sostenere, con l'appoggio del suo protettore, l'imperatore Ottone il Grande.
Corrado morì il 19 ottobre 993, a Vienne (dove fu tumulato nella cattedrale di San Maurizio), lasciando il regno in eredità al figlio, Rodolfo.

## Discendenza
Corrado ebbe due figli da Adelaide:
- Corrado (ca. 955- dopo l'agosto 966, dove compare citato in un documento assieme al padre[22])
- Gisella (ca. 960-1006), che sposò, nel 972, il duca Enrico II di Baviera, detto il Giovane (946-995) e madre dell'imperatore, Enrico II[23].

e quattro da Matilde: 
- Berta di Borgogna[24] (964-16 gennaio 1016), che sposò, in prime nozze, il conte Oddone I di Blois (950-996) e, nel 997, in seconde nozze, il re Roberto II di Francia, detto il Pio (970-1031), da cui divorziò nel 1000.
- Gerberga[25](ca. 965-1018), che sposò, in prime nozze, il conte Bernardo I di Werle; ed in seconde nozze, nel 988, il duca Ermanno II di Svevia (?-1003).
- Matilde[20] (ca. 969-?), forse sposò il conte di Ginevra.
- Rodolfo III di Borgogna[19] (ca. 971–6 settembre 1032), re di Arles.

mentre da una sua amante di nome Aldiude, un figlio illegittimo:
- Burcardo[26] (?- ca. 1033), fu arcivescovo di Lione dal 978[22] alla morte.

## Ascendenza
|                         |                      |                         | Genitori             |  |  | Nonni |  |  | Bisnonni               |  |  | Trisnonni             |  |
|                         |                      |                         |                      |  |  |       |  |  | Corrado II di Borgogna |  |  | Corrado I di Borgogna |  |
|                         |                      |                         |                      |  |  |       |  |  | Corrado II di Borgogna |  |  | Corrado I di Borgogna |  |
|                         |                      | Adelaide d'Alsazia      |                      |  |  |       |  |  | Corrado II di Borgogna |  |  |                       |  |
| Rodolfo I di Borgogna   |                      |                         |                      |  |  |       |  |  | Corrado II di Borgogna |  |  |                       |  |
|                         |                      | Waldrada                | …                    |  |  |       |  |  |                        |  |  |                       |  |
|                         |                      | Waldrada                | …                    |  |  |       |  |  |                        |  |  |                       |  |
|                         |                      | Waldrada                | …                    |  |  |       |  |  |                        |  |  |                       |  |
| Rodolfo II di Borgogna  |                      | Waldrada                |                      |  |  |       |  |  |                        |  |  |                       |  |
|                         |                      | Bosone I di Provenza    | Bivin di Vienne      |  |  |       |  |  |                        |  |  |                       |  |
|                         |                      | Bosone I di Provenza    | Bivin di Vienne      |  |  |       |  |  |                        |  |  |                       |  |
|                         |                      | Bosone I di Provenza    | Richilde             |  |  |       |  |  |                        |  |  |                       |  |
| Willa di Provenza       |                      | Bosone I di Provenza    |                      |  |  |       |  |  |                        |  |  |                       |  |
|                         |                      | …                       | …                    |  |  |       |  |  |                        |  |  |                       |  |
|                         |                      | …                       | …                    |  |  |       |  |  |                        |  |  |                       |  |
|                         |                      | …                       | …                    |  |  |       |  |  |                        |  |  |                       |  |
| Corrado III di Borgogna |                      | …                       |                      |  |  |       |  |  |                        |  |  |                       |  |
|                         | Burcardo I di Svevia | Adalberto II l'Illustre |                      |  |  |       |  |  |                        |  |  |                       |  |
|                         | Burcardo I di Svevia | Adalberto II l'Illustre |                      |  |  |       |  |  |                        |  |  |                       |  |
|                         | Burcardo I di Svevia | Giuditta del Friuli     |                      |  |  |       |  |  |                        |  |  |                       |  |
| Burcardo II di Svevia   | Burcardo I di Svevia |                         |                      |  |  |       |  |  |                        |  |  |                       |  |
|                         |                      | Liutgarda di Sassonia   | Liudolfo di Sassonia |  |  |       |  |  |                        |  |  |                       |  |
|                         |                      | Liutgarda di Sassonia   | Liudolfo di Sassonia |  |  |       |  |  |                        |  |  |                       |  |
|                         |                      | Liutgarda di Sassonia   | Oda Billung          |  |  |       |  |  |                        |  |  |                       |  |
| Berta di Svevia         |                      | Liutgarda di Sassonia   |                      |  |  |       |  |  |                        |  |  |                       |  |
|                         |                      | Eberardo I              | …                    |  |  |       |  |  |                        |  |  |                       |  |
|                         |                      | Eberardo I              | …                    |  |  |       |  |  |                        |  |  |                       |  |
|                         |                      | Eberardo I              | …                    |  |  |       |  |  |                        |  |  |                       |  |
| Regelinda               |                      | Eberardo I              |                      |  |  |       |  |  |                        |  |  |                       |  |
|                         |                      | …                       | …                    |  |  |       |  |  |                        |  |  |                       |  |
|                         |                      | …                       | …                    |  |  |       |  |  |                        |  |  |                       |  |
|                         |                      | …                       | …                    |  |  |       |  |  |                        |  |  |                       |  |
|                         |                      | …                       |                      |  |  |       |  |  |                        |  |  |                       |  |

### Fonti primarie
- (LA)  Monumenta Germaniae Historica, Scriptores, tomus I.
- (LA)  Recueil des chartes de l'abbaye de Cluny, tomus I.
- (LA)  Recueil des chartes de l'abbaye de Cluny, tomus II.
- (LA)  Monumenta Germaniae Historica, Scriptores, tomus V.
- (LA)  Monumenta Germaniae Historica, Scriptores, tomus III.
- (LA)  Monumenta Germaniae Historica, Scriptores, tomus XXIII.
- (LA)  Monumenta Germaniae Historica, Scriptores, tomus IX.
- (LA)  Monumenta Germaniae Historica, Scriptores, tomus VIII.
- (LA)  Monumenta Germanica Historica, Scriptores, tomus VI.

### Letteratura storiografica
- C. W. Previté-Orton, "L'Italia nel X secolo", cap. XXI, vol. II (L'espansione islamica e la nascita dell'Europa feudale) della Storia del Mondo Medievale, 1979, pp. 662–701.
- Louis Halphen, "Il regno di Borgogna", cap. XXV, vol. II (L'espansione islamica e la nascita dell'Europa feudale) della Storia del Mondo Medievale, 1979, pp. 807–821.
- Austin Lane Poole, "Germania: Enrico I e Ottone il Grande", cap. IV, vol. IV (La riforma della chiesa e la lotta fra papi e imperatori) della Storia del Mondo Medievale, 1979, pp. 84–111.
- Paul Fournier, "Il regno di Borgogna o d'Arles dal XI al XV secolo", cap. XI, vol. VII (L'autunno del medioevo e la nascita del mondo moderno) della Storia del Mondo Medievale, 1981, pp. 383–410.